# Vyšná Myšľa
Vyšná Myšľa est un village de Slovaquie situé dans la région de Košice.

## Histoire
Première mention écrite du village en 1270.
La localité fut annexée par la Hongrie après le premier arbitrage de Vienne le 2 novembre 1938. En 1938, on comptait 951 habitants dont 6 d’origines juives.Elle faisait partie du district de Füzér-Gönc (hongrois : Füzér-gönci járás). Le nom de la localité avant la Seconde Guerre mondiale était Vyšnia Myšľa. Durant la période 1938 -1945, le nom hongrois Felsőmislye était d'usage. À la libération, la commune a été réintégrée dans la Tchécoslovaquie reconstituée.

## Démographie

### Évolution de la population
| Année:               | 1994. | 2004.   | 2014.   | 2024.   |
| -------------------- | ----- | ------- | ------- | ------- |
| Nombre de personnes: | 840   | 888     | 971     | 999     |
| Différence:          |       | +5,71 % | +9,34 % | +2,88 % |

| Année:               | 2023. | 2024. |
| -------------------- | ----- | ----- |
| Nombre de personnes: | 999   | 999   |
| Différence:          |       | +0 %  |